# Operação Buster-Jangle

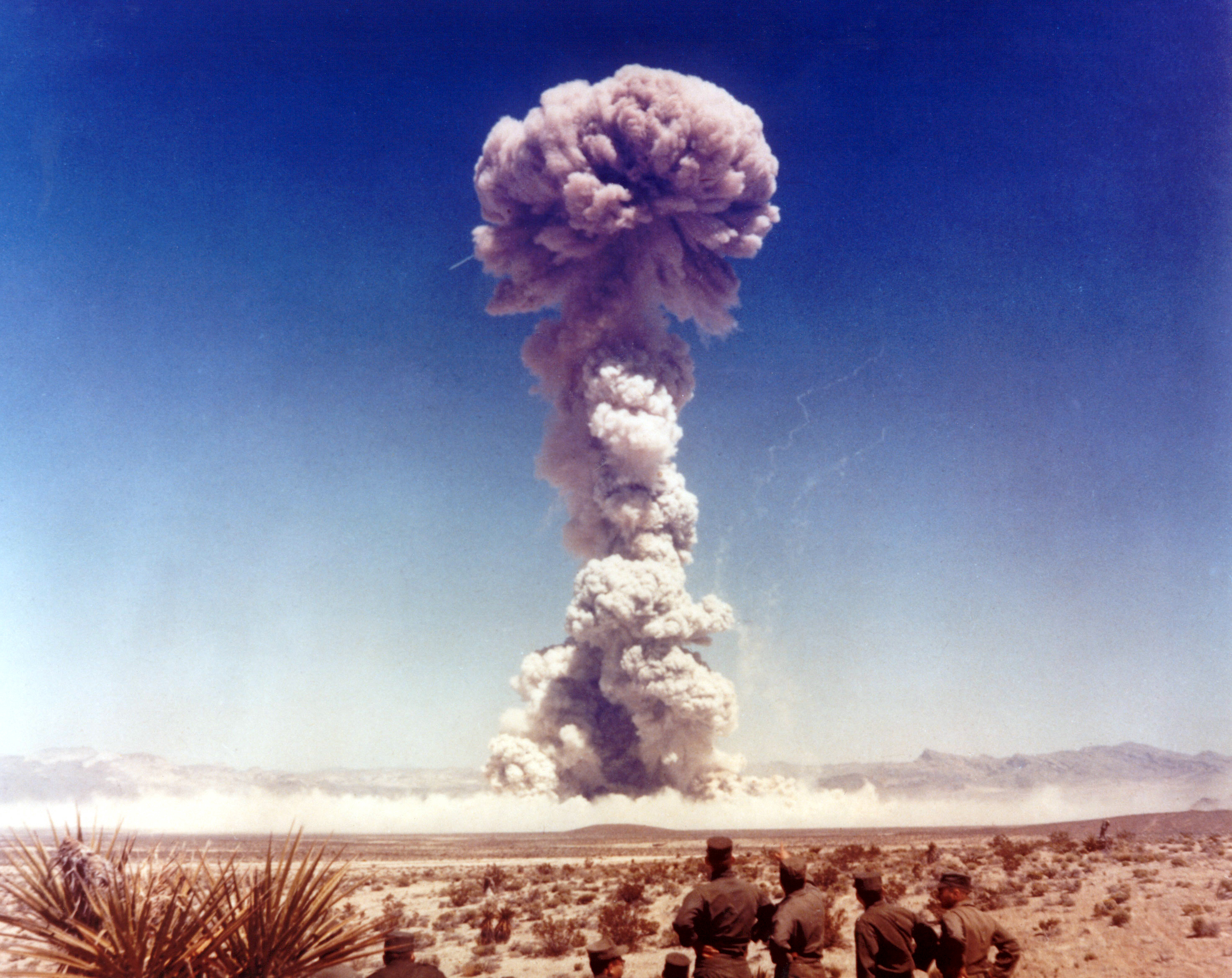
Militares observam a Operação Buster-Jangle em novembro de 1951.

A Operação Buster-Jangle foi uma série de sete testes de armas nucleares realizados pelos Estados Unidos no final de 1951 no local de testes de Nevada. Buster-Jangle foi o primeiro programa de teste conjunto entre o DOD (Operação Buster) e Los Alamos National Laboratories (Operação Jangle). Como parte da Operação Buster, 6 500 soldados estiveram envolvidos nos exercícios da Operação Desert Rock I, II e III em conjunto com os testes. Os dois últimos testes, Operação Jangle, avaliaram os efeitos de craterização de dispositivos nucleares de baixo rendimento. Esta série precedeu a Operação Tumbler-Snapper e seguiu a Operação Greenhouse.